# 中國飲食文化史

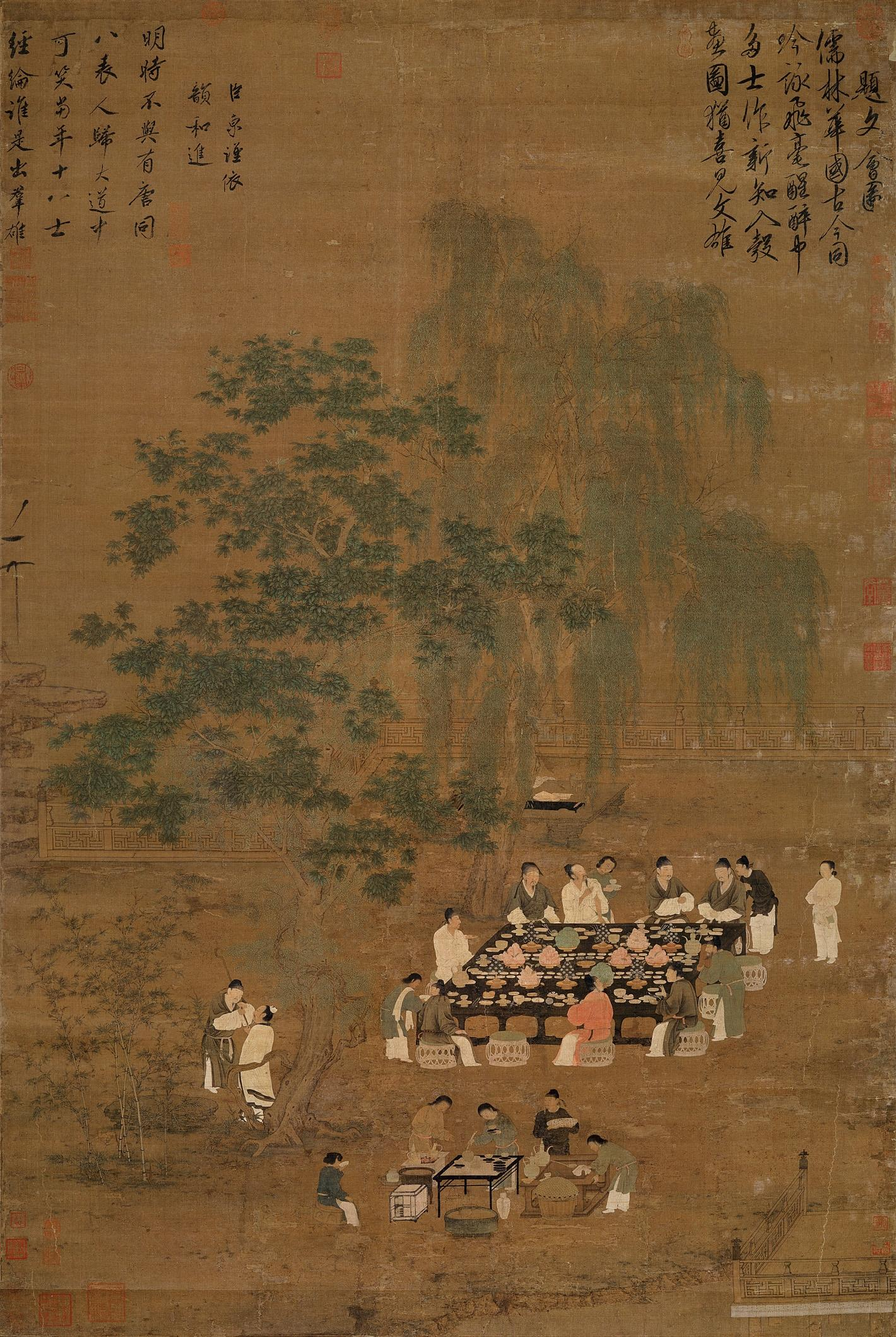
宋朝餐飲繪畫

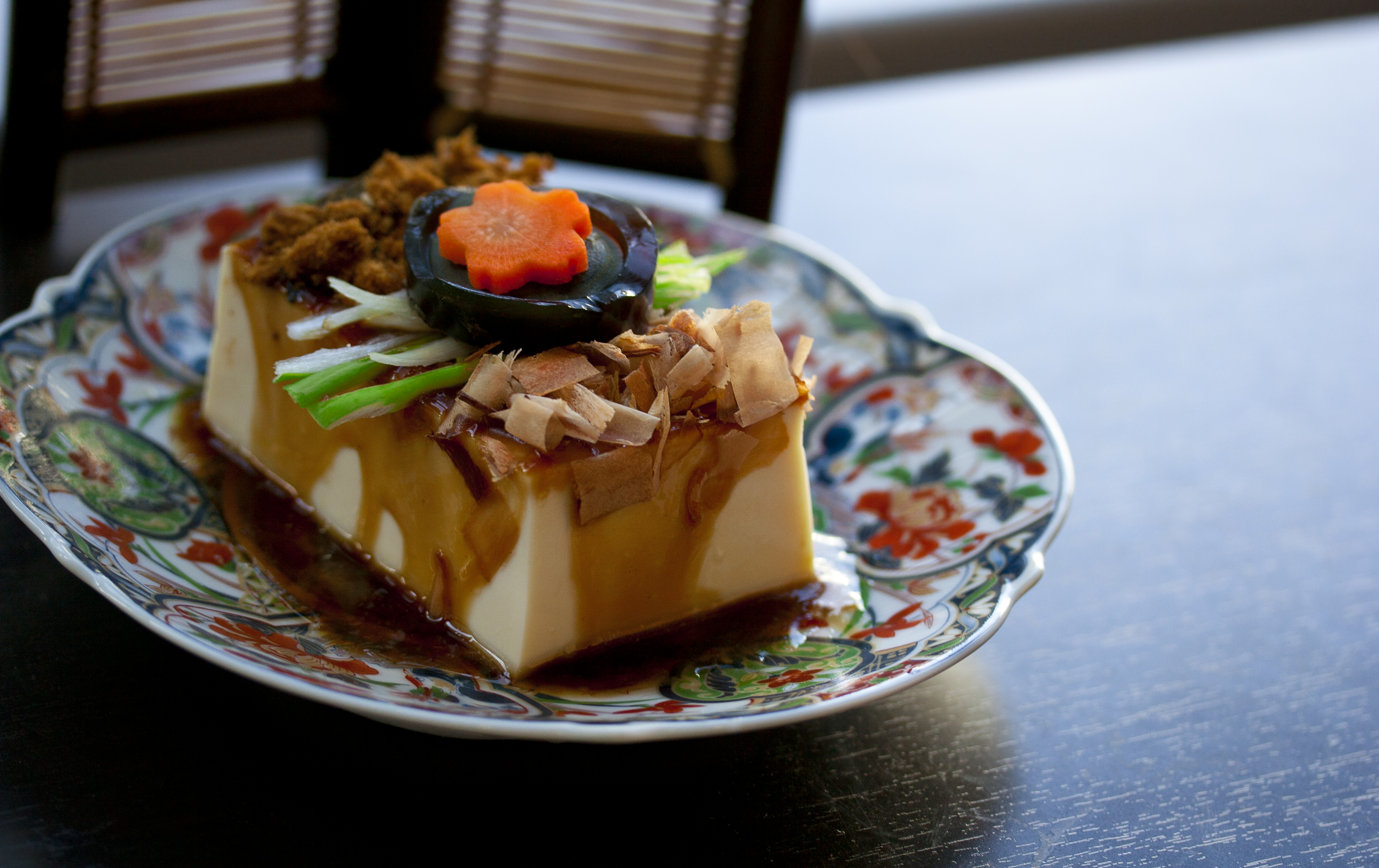
豆腐

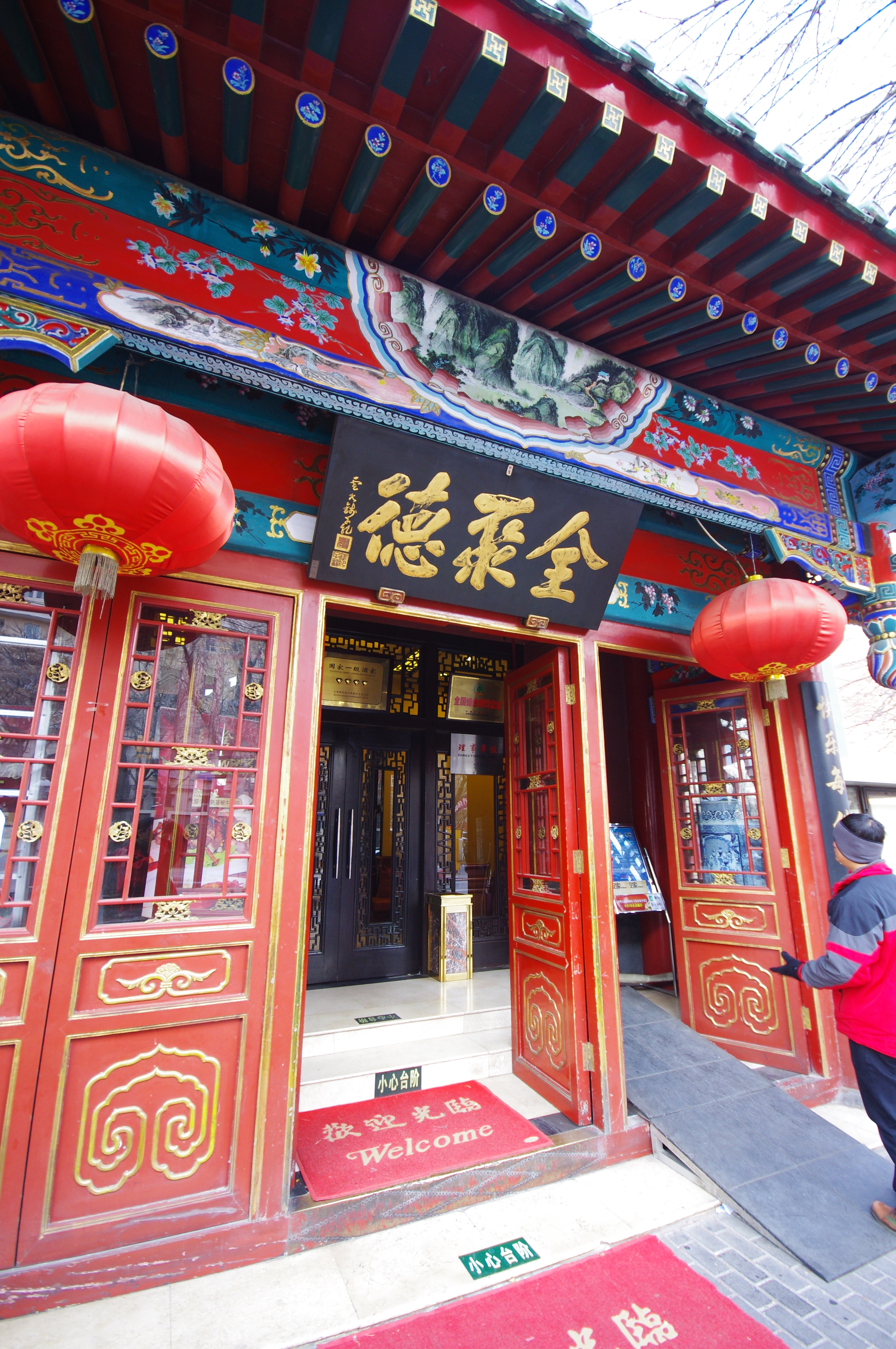
中餐廳

飲食是人類必要的行為，所謂“民以食为天”，而自先秦以来，中国民众的饮食及文化经历了巨大的变化。食材、烹饪方式、饮食习惯、口味、相关礼仪处于不断演化之中，并与现代饮食大相径庭。錢鍾書引《西齋偶得》曰︰“由古溯今，惟飲食、音樂二者，越數百年則全不可知。《周禮》、《齊民要術》、唐人食譜，全不知何味；《東京夢華錄》所記汴城、杭城食料，大半不識其名。又見明人刻書內，有蒙古、女真、畏吾兒、回回食物單，思之亦不能入口。”
中國最早在西周即有飲食文化與制度。《周礼·天官冢宰》说：“膳夫掌王之食饮膳羞，以养王及后、世子。”其他如《礼记》、《论语》、《吕氏春秋》、《黄帝内经》等都为饮食留下重要的篇章。西汉时張騫通西域，带来大量外来食材。当时调制甜味的蔗糖仅在岭南地区使用，普遍的使用蔗糖调味要到唐代以后。宋朝时，城市取消里坊制和宵禁，带来了城市经济的繁荣，推动了三餐制的普及。餐饮业的繁荣，亦使人们意识到各地口味的不同。明代番茄、番薯、南瓜、玉米、辣椒、大蒜等外来食材进入中国。
清代中期，中国社会确立主要调味料——辣椒和蔗糖的运用。自晚清持续至今的工业化，促使新的食品、烹饪方式为断出现。而伴随工业化带来的大规模人口流动，促使外来人员参与的现代化餐饮业的构建，亦使城市居民品尝外地美食成为可能。民国时期，出现以“帮口”一词，以区分各地风味，至当代形成“菜系”的概念。1949年后，中国社会长期处于物资匮乏状态，改革开放之后，社会摆脱物资匮乏状态，餐饮业有了长足发展。

## 三代
《周礼·天官·食医》中记载了食医“凡食齐视春时，凡羹齐视夏时，凡酱齐视秋时，凡饮齐视冬时”。《周礼·天官·内饔》又记载：“牛夜鸣则臭；羊泠毛而毳，膻；犬赤股而躁，臊；鸟苎色而沙鸣，狸(腐臭)；豕盲视而交睫，腥；马黑脊而般臂，蝼。”《礼记·内则》還記载：“牛曰一元大武，豕曰刚鬃，豚曰循肥，羊曰柔毛，鸡曰翰音，犬曰羹献，雉曰疏趾，兔曰明视，……”
《論語》中孔子不殫其煩地講授飲食之道，鱼肉不新鲜了，他就不吃，“食不厭精，膾不厭細，食饐而餲，魚餒而肉敗，不食。”。

## 秦漢
民眾普遍實行先秦以來的兩餐制。西漢時，按照禮儀，皇帝一天可以吃四餐，諸侯一天可以吃三餐，平民一天只能吃兩餐。漢武帝時，張騫通西域，從西域引進大量的食品，如葡萄、胡瓜、胡餅等。

## 隋唐五代
楊曄著有《膳夫經手錄》，僅千餘字。這一時期，人們的日常飲食多為早中晚三餐。早餐多為粥與糕餅，中餐以乾飯為主，晚餐多為湯餅與煎餅。
當時的主食分為飯和餅，餅包含了現代的餅，也包括了今天的饅頭、麵條和包子。飯以稻米飯、粟米飯、麥飯和雕胡飯為主。宋人黃朝英《靖康緗素雜記》稱：“凡以麵為食具者，皆謂之餅：故火燒而食者，呼為燒餅；水瀹而食者，呼為湯餅；籠蒸而食者，呼為蒸餅。”常見的餅主要有胡餅和蒸餅，胡餅指的是由漢唐時代由西域傳來的一種麵點，種類有素餅、油餅、肉餅和芝麻餅。豪家富室還興一種稱為“古樓子”的胡餅，具體做法是將一斤羊肉餡用牛油攪拌好，一層層鋪在胡餅中，層與層之間用椒豉相隔，然後放在爐火中燒烤，等肉在半熟時，就拿出來吃。蒸餅又稱籠餅，是一種由麵粉發酵后蒸制的麵食，形狀上圓下平，類似現代的饅頭。
就廣義而言，隋唐五代時的飯是指以穀物籽粒蒸、炙而成的食物，稻、麥、粟、黍、菰米等，都可做飯。這一時期的飯主要有稻米飯、粟飯、麥飯、雕胡飯等。所謂粗飯，包括蔬飯、水飯、脫粟飯等大眾日常食用的飯食。水飯就是摻了水的乾飯，蔬飯是將蔬菜與米飯摻在一起的飯食，相當於今天的菜飯。

## 宋朝
宋代的主食主要分為飯、粥、麵條、餅（「炊餅」類似今日的饅頭，是蒸熟而不是烤熟的）、「饅頭」（類似今日的包子）、「包子」（用菜葉裹餡的菜包，原指皇帝賜給大臣的紅包，北方人最先把帶餡的饅頭稱為「包子」）、「餛飩」（類似今日的餃子，如十味餛飩、丁香餛飩）、燒烤「餶飿兒」（音「骨朵」，類似今日的餛飩，但是更大更複雜）等。
飯是最普通的主食，製作方法通常有煮、蒸。飯食種類有麥飯、粟飯、米飯、黍飯、高粱飯等。從飲食的炊制時的放料來看，可分為兩種，一是單一穀物炊制而成，另一種為多種原料搭配合製而成，用石髓、大骨和米合煮成石髓飯、大骨飯、淅米飯、麥笋素羹飯等，相當於今天的什錦飯和八寶飯。宋代飯食的方法較多，常見的有泡飯、盤游飯、川飯、衢州飯。泡飯較流行於臨安市，以熟飯連同菜餚，浸泡一下開水或高湯而成。川飯是南方人飲食方法的總稱，以四川風味為主。
粥是宋代常見的主食之一，一般以水煮而成，多出現早餐中。當時食粥的目的：一是為了節約糧食，多為貧民；二是為了養生益壽（实际上吃粥并不能起到养生的作用）。宋代粥的品種很多：七寶素粥、五味粥、粟米粥、糖豆粥、糖粥、馓子粥、綠豆粥、肉盦飯。
宋代的麵條名稱較多，除簡稱麵外，又稱為“湯餅”和“索餅”。原先麵都是一片一片的，似今日刀削麵，宋代麵片才變細長，故稱「麵條」。宋朝麵片改稱「棋子」，大小如棋子。麵條在宋代得到充分發展，成為飯粥外重要的主食。品種在近百種左右。從烹飪的方法來看，可分為煎麵、炒麵、燠麵、澆頭麵。從製作方法而論，有拔刀麵和大燠麵之分。手擀麵羹當時稱為「餺飥」。從輔料來分，有葷麵、素麵之分。從地方風味來分，北食有罨生軟羊麵、桐皮麵、冷淘棋子（「淘」或「冷淘」為涼拌麵條）等。川食有插肉麵、大燠麵。
宋代所謂「饅頭」為一種有餡的發酵麵團蒸食，類似今日的包子，形如人頭，故名。品種甚多，有四色饅頭、生餡饅頭、雜色煎花饅頭、羊肉饅頭、魚肉饅頭、蟹肉饅頭、筍絲饅頭、筍肉饅頭、太學饅頭、裹蒸饅頭、肉酸餡假肉饅頭、菠菜果子饅頭等。相傳源於諸葛亮頭顱祭江，本作「蠻頭」。清朝才出現無餡實心饅頭。
宋代「兜子」類似今日的燒賣。只緊裹一下餡料，頂部或攥花，露出點餡料，上籠蒸熟。有四色兜子、決明兜子、石首鯉魚兜子、魚兜子、荷蓮兜子等。
餅在宋代一般為麵製食物的統稱，火燒麵食為燒餅；水瀹而食者，呼為湯餅；籠蒸而食者，呼為蒸餅；而今日的饅頭在宋代謂之籠餅、炊餅。餅的種類有許多名目：薄餅、油餅、胡餅、蒸餅、環餅、宿蒸餅、油蜜蒸餅、糖餅、茸割肉胡餅、白肉胡餅、蓮花肉餅、髓餅、天花餅、金銀灸焦牡丹餅、三肉餅、棗箍荷葉餅、芙蓉餅、菊花餅、月餅、梅花餅、開爐餅、甘露餅、蜂糖餅。
宋代菜餚的種類甚多，大致可分為肉禽類菜餚、水產類菜餚、蔬菜類菜餚、羹類菜餚、腌臘類菜餚。肉禽類菜餚細分為羊肉、雞肉、牛肉、鵝鴨肉、牛肉、馬肉、驢肉、狗肉、野禽肉。羊肉在宋代被視為貴重食品。此外，羊髓、羊肺、羊心、羊腎、羊骨也被視為食療、食補的物品。當時人們普遍流行食用羊肉補身，如同今日之甲魚，以至在舉行訂婚禮時，將羊肉列為必備的物品之一。當時以羊肉為原料製成菜餚有：羊大骨、蒸軟羊、鼎煮羊、羊四軟、酒蒸羊、繡炊羊、五味杏酪羊、千裏羊、羊雜熓、羊頭元魚、羊蹄筍、細抹羊生膾、改汁羊攛粉、細點羊頭、米脯羊、旋煎羊、乳炊羊肫、羊闹厅、羊角、虚汁垂丝羊头、入炉羊羊头、排炽羊、羊雜碎、煎羊白腸、山煮羊、黃羊。雞在禽肉中的地位僅次於羊肉，菜餚有：如炙雞、八焙雞、紅熝雞、脯雞、麻飲小雞頭、汁小雞、焙雞、鼓汁雞、炒雞、白炸雞、柰香新法雞、酒蒸雞、炒雞蕈、五味焙雞、筍燠小雞、五味炙小雞、紅熝小雞、脯小雞。
豬肉因物美價廉，在宋代深受平民百姓的喜愛，但也不是平凡百姓都吃得起。菜餚有燒肉、煎肉、煎腸、凍肉、雜熬蹄爪事件、紅白熬肉。豬內臟的烹製方法較多，僅豬腰子一項就有焙腰子、鹽酒腰子、脂蒸腰子、釀腰子、荔枝焙腰子、腰子假炒肺。東坡肉相傳為蘇東坡創製，元豐二年十二月（1080年），蘇東坡被貶於黃州時，馬正卿為他購得黃州城東廢地數十畝，築有東坡雪堂，在貧困的生活中，仿製前人的做法改良，將燒豬肉加酒做成紅燒肉小火慢煨而成东坡肉，豬肉色澤紅潤，湯質稠濃，味道醇厚。相傳蘇東坡有首《豬肉頌》：“洗淨鐺，少著水，柴頭罨煙餡不起。待他自熟莫催他，火候足時他自美。黃州好豬肉，價賤如泥土。貴者不肯食，貧者不解煮。早晨起來打兩碗，飽得自家君莫管。”然此恐不為蘇軾作品。蘇東坡在黃州煮魚是將鮮鯽魚或鯉魚收拾好，未開火，先下魚，放鹽，然後“以菘菜心芼之”。苏东坡在《格物粗谈·饮食》還明确记载火腿做法，“火腿用猪胰二个同煮，油尽去。藏火腿于穀内，数十年不油，一云穀糠。” 
宋代以鵝鴨肉為主料製成的菜餚也比較多：熬鴨、熝鴨、鹽鴨子、灸鴨、煎鴨子、八糙鵝鴨、小雞假灸鴨、熬鵝、白炸春鵝、炙鵝、鮮鵝鲊、糟鵝事件、五味杏酪鵝、間筍蒸鵝、鵝排、繡炊鵝、間筍蒸鵝、鵝排炊。
宋代的牛肉類菜餚主要有牛脯和煮牛肉。鹿與羊一樣，在宋代被視為食補佳品。除鹿茸用作藥物外，宋人還往往食用鹿肉和鹿血。以飛禽走獸製成的野味亦非常豐富常見有签盘兔、炒兔、葱泼兔、假野狐、假炙獐、煎鹌子、清攛鹌子、紅熬鹌子、八糙鹌子、黃雀、辣熬野味、清供野味、清攛鹿肉、獐肉、潤熬獐肉灸、鹿脯。
「撥霞供」是南宋時流傳于江南地區的一道以兔肉為主料的風味菜餚。野兔肉被宋人視為上等的名貴食物，在宋代以前，野兔肉多被製成兔羹、兔醬和兔脯等食用，至南宋時，人們創製了“刷”的烹調方法。切兔肉成薄片，用酒醬、花椒浸漬片刻，夾到火爐沸湯涮至嫩熟，再蘸調料吃。
林洪在《山家清供》中记有火鍋，“师云：山间只用薄批，酒酱、椒料活之。以风炉安桌上，用水半铫，候汤响一杯后，各分以箸，令自夹入汤摆熟，啖之，乃随意各以汁供。”林洪《山家清供》也記載豆芽菜：“以水浸黑豆，曝之及芽，以糠秕置盆中，铺沙植豆，用板压。及长，则复以桶，晓则晒之，……越三日出之，洗，焯以油、盐、苦酒、香料可为茹，卷以麻饼尤佳。色浅黄，名鹅黄豆生。”苏颂《图经本草》：“绿豆，生白芽为蔬中佳品。”
西周成王已設專門掌冰的機構，祭祀、宴客時供冰鎮甜酒。秦漢時，皇宮中有專門貯冰的「凌室」。唐代長安街頭已有買賣冰的商人，只是價格昂貴。宋朝尋常百姓亦可食冰鎮飲料。宋朝冰凍甜食稱「冰雪」，冰鎮飲料稱「飲子」。「冰酪」為混合果汁、牛奶、藥茶、冰塊等調成的冰凍飲品。
爆米花在宋代首見，范成大在《吴郡志·风俗》中记载：“上元，……爆糯谷于釜中，名孛娄，亦曰米花。每人自爆，以卜一年之休咎。”而1154年王灼所著糖霜譜是世界上第一部關於糖的專著，也是糖霜名詞的由來。朱彧《萍州可谈》说辽國对宋朝使节每天供给一碗乳粥，在辽国，乳粥是非常珍贵的食品。
宋朝冬至主食為「餛飩」。年夜飯主食為「餺飥」（手擀麵羹）、春盤。春盤亦為立春主食。蟹釀橙為宋代名菜。宋朝「客至則設茶，欲去則設湯」，湯被用來招待客人。
宋朝有不少素食者，如陸游。宋代水果如蓮子、蘋果、桃、李子、梨子、龍眼、甘蔗、柑橘、橄欖、西瓜、核桃、膠棗等。

## 明朝
《乌青镇志》记载万历年间，市井之家的宴席:“万历年间，牙人以招商为业。初至，牙主人丰其款待，割鹅开宴，招妓演戏，以为常。”
万历进士顾起元在《客座赘语》中记述南京风俗民情说：“今则服舍违式，婚宴无节，白屋之家，侈僭无忌。”
张岱在《陶庵梦忆》中记载了许多美食：“越中清馋，无过余者，喜啖方物。北京则苹婆果、黄、马牙松；山东则羊肚梨、文官果、甜子；福建则福桔、福桔饼、牛皮糖、红腐乳；江西则青根丰城脯；山西则天花菜；苏州则带骨鲍螺、山楂丁、山楂糕、松子糖、白圆、橄榄脯；嘉兴则马交鱼脯、陶庄黄；南京则套樱桃、桃门枣、地栗团、窝笋团、山楂糖；杭州则西瓜、鸡豆子、花下藕、韭菜、元笋、塘栖蜜桔；萧山则杨梅、莼菜、鸠鸟、青鲫、方柿；诸暨则香狸、樱桃、虎栗；嵊则蕨粉、细榧、龙游糖；临海则枕头瓜；台州则瓦楞蚶、江瑶柱；浦江则火肉；东阳则南枣；山阴则破塘笋、谢桔、独山菱、河蟹、三江屯怪、白蛤、江鱼、鲥鱼、里河。远则岁致之，近则月致之，日致之。耽耽逐逐，的为口腹谋。”
叶梦珠在《阅世编》记述明末宴会：“肆筵设席，吴下向来丰盛。缙绅之家，或宴官长，一席之间水陆珍馐多至数十品。即庶士中人之家，新亲严席，有多至二三十品者。若十余品则是寻常之会矣。然品必用木漆果山如浮屠样，蔬用小瓷碟添案，小品用攒盒，俱以木漆架架高，取其适观而已。即食前方丈，盘中之餐，为物有限。崇祯初，始废果山碟架，用高装水果，严席则列五色，以饭盂盛之。相知之会则一大瓯而兼间数色，蔬用大铙碗，制渐大矣。”
明代笔记记载：“昔有一人，善制鹅掌。每豢养肥鹅将杀，先熬沸油一盂，投以鹅足，鹅痛欲绝，则纵之池中，任其跳跃。已而复擒复纵，炮瀹如初。若是者数回，则其为掌也，丰美甘甜，厚可经寸，是食中异品也。”

## 清朝

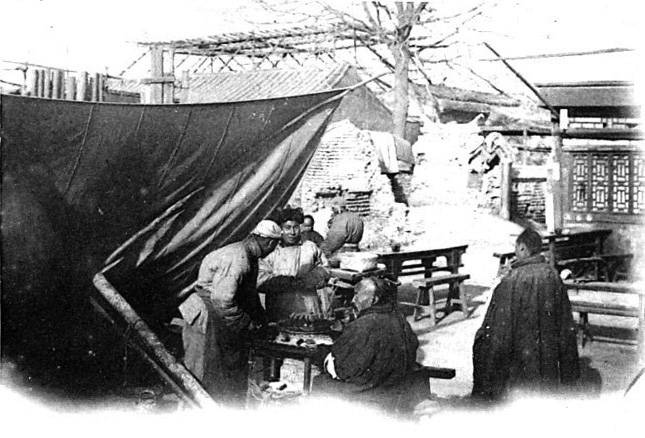
清末的北京街头的食品摊儿。（1900年或01年摄）

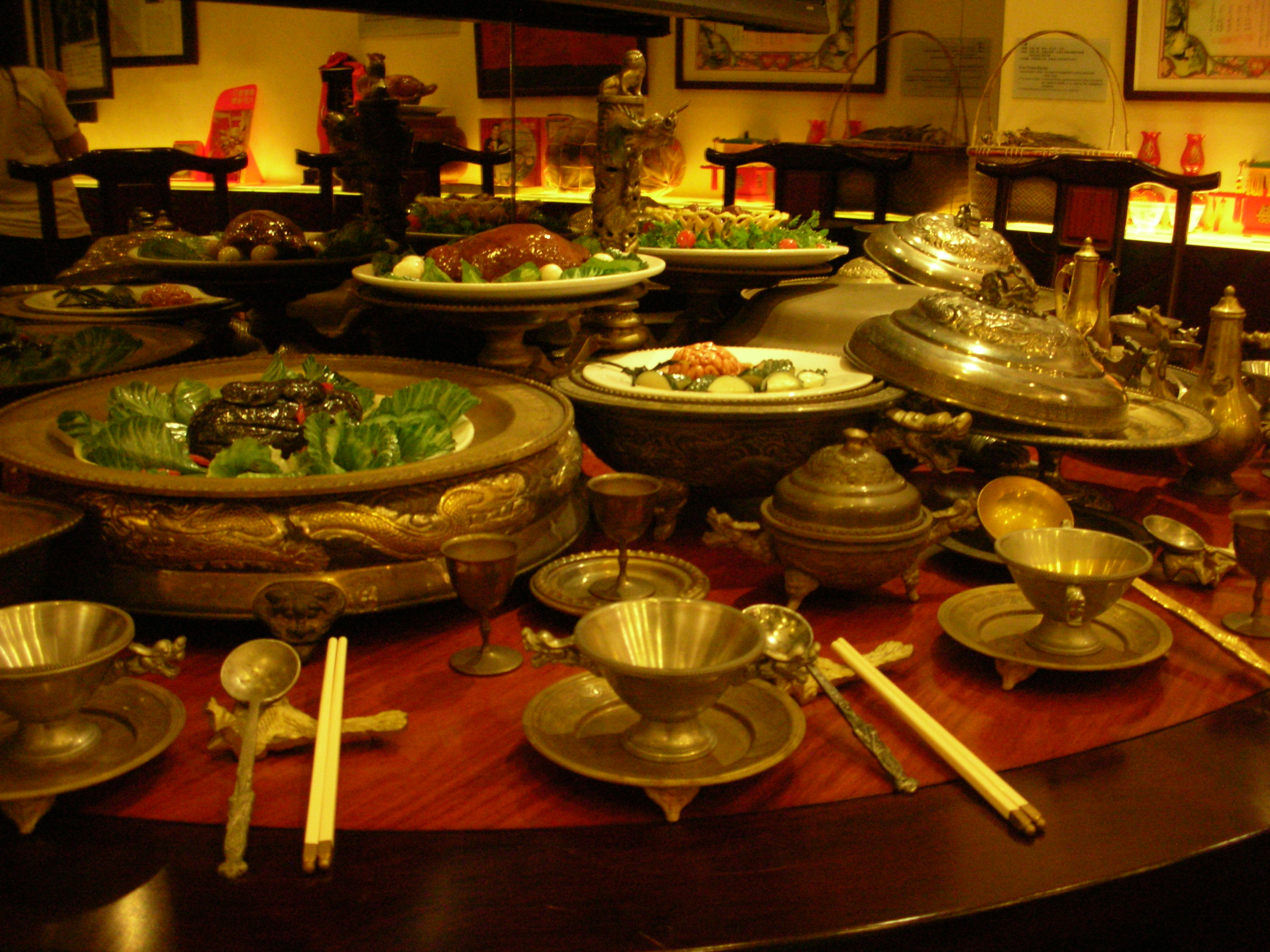
滿漢全席

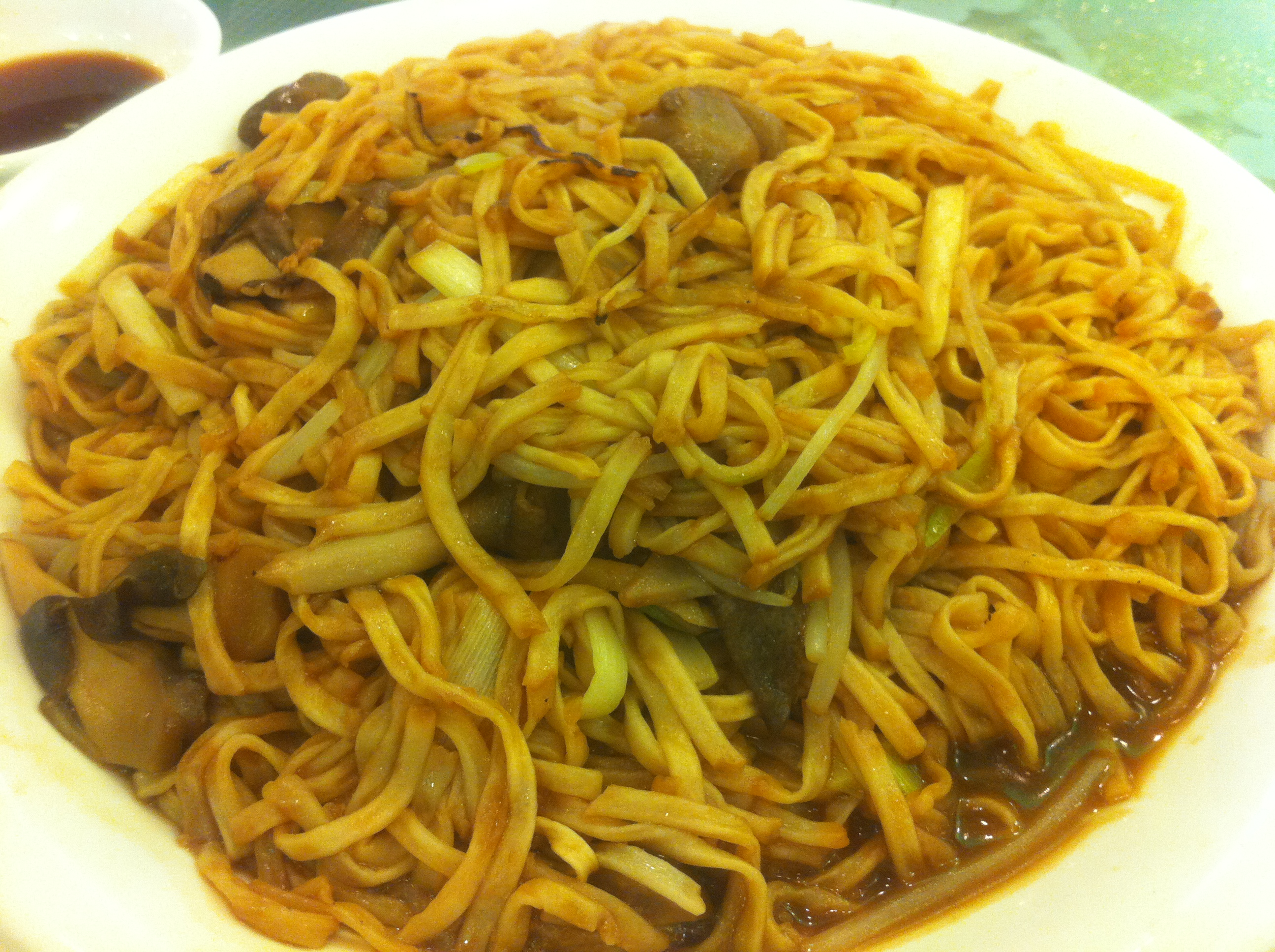
乾燒伊麵

李渔好食蟹，他说：“蟹之为物至美，而其味坏于食之之人。以之为羹者，鲜则鲜矣，而蟹之美质何在？以之为脍者，腻则腻矣，而蟹之真味不存。更可厌者，断为两截，和油、盐、豆粉而煎之，使蟹之香与蟹之真味全失。此皆似嫉蟹之美观，而多方蹂躏，使之泄气而变形者也。”
李渔在《闲情偶寄》載食鱼：“鱼之为种也似粟，千斯仓而万斯箱，皆于一腹焉寄之。苟无沙汰之人，则此千斯仓万斯箱者生生不已，又变为恒河沙数。至恒河沙数之一变再变，以至千百变，竟无一物可以喻之，不几充塞江河而为陆地，舟楫之往来能无恙乎? 故渔人之取鱼虾，与樵人之伐草木，皆取所当取，伐所不得不伐者也。我辈食鱼虾之罪，较食他物为轻。兹为约法数章，虽难比乎祥刑，亦稍差于酷吏。”
袁枚对燕窝的看法：“燕窝贵物，原不轻用。如用之，每碗必须二两，先用天泉水泡之，将银针挑去黑丝。用嫩鸡汤、好火腿汤、新蘑菇三样滚之，看燕窝变成玉色为度。此物至清，不可以油腻杂之；此物至文，不可以武物串之。今人用鸡丝，肉丝，非吃燕窝也。却徒务其名，往往以三前生燕窝盖碗面，如白发数茎，使可一撩不见，空剩粗物满碗。不得已则蘑菇丝，笋尖丝、鲫鱼肚、野鸡嫩片尚可用也。”
《红楼梦》记王熙鳳说茄鲞的作法：“把茄子刨了皮，切成丁，用鸡油炸了，再用鸡胸脯子和香覃、新笋、蘑菇、五香豆腐干、各色干果切成丁，拿鸡汤煨干，将香油一收，外加糟油一拌，盛在瓷罐子里封严，要吃时，拿出来用抄的鸡瓜子一拌，就是你吃的茄子。”
茶宴據說緣起康熙，在乾隆時期舉辦最多。大家喝了茶，君臣吟詩作對，以松實、梅英、佛手三種茶葉沃雪烹茶，被稱作為三清茶，再加上一些點心，成為宴會的主軸。
末代皇帝溥仪在《我的前半生》中載：“耗费人力、物力、财力最大的排场莫过于吃饭。”

### 引用
1. 1 2 3 4  吴余. . 凤凰网. 2018-02-24  [2018-05-02]. （原始内容存档于2018-05-02） （简体中文）.
2. 1 2  . 青海日报数字报刊. 2013-10-18  [2018-05-02]. （原始内容存档于2018-05-02） （简体中文）.
3. ↑  . 搜狐网，来源：南报网. 2015-05-26  [2018-05-02]. （原始内容存档于2018-05-02） （简体中文）.
4. ↑  . 搜狐网. 2018-02-24  [2018-05-02]. （原始内容存档于2018-05-02） （简体中文）.
5. ↑  《论语·乡党》
6. ↑  . 成語故事. 2017-09-29  [2021-10-28]. （原始内容存档于2021-10-29） （美国英语）.
7. 1 2 3  三立新聞網. .   [2018-08-07]. （原始内容存档于2019-05-02） （中文（臺灣））.
8. 1 2  . www.lsqww.com.   [2021-10-28]. （原始内容存档于2021-10-29）.
9. 1 2 3 4 5 6 7 8 9 10  国晶. .
10. 1 2  Lofen. . 紅豆書簡. 2019-12-05  [2021-10-28]. （原始内容存档于2021-10-30）.
11. ↑  《東坡續集》卷十
12. ↑  《蘇軾文集》卷七十三《雜記·草木飲食·煮魚法》
13. ↑  s:東京夢華錄
14. ↑  李開周. . CTnews書刊.   [2018-08-08]. （原始内容存档于2018-08-08） （中文（臺灣））.
15. ↑  《李渔随笔全集. 饮馔部. 肉食第三》